# Sídliště Lidická
Sídliště Lidická (též Sídliště u Lidické) je první sídliště v Českých Budějovicích kompletně vystavěné pomocí panelové technologie. Nachází jižně od historického centra města na Lineckém předměstí. Je součástí katastrálního území České Budějovice 7. Nejstarší část sídliště se rozkládá u Náměstí Jiřího z Poděbrad (ulice L. M. Pařízka a Roudenská), další oblastí je sídliště u budovy pivovaru Samson a nejmladší část se nachází v oblasti dnes již neexistující restaurace U Modré hvězdy na rohu ulic Mánesova a Lidická. 

## Historie

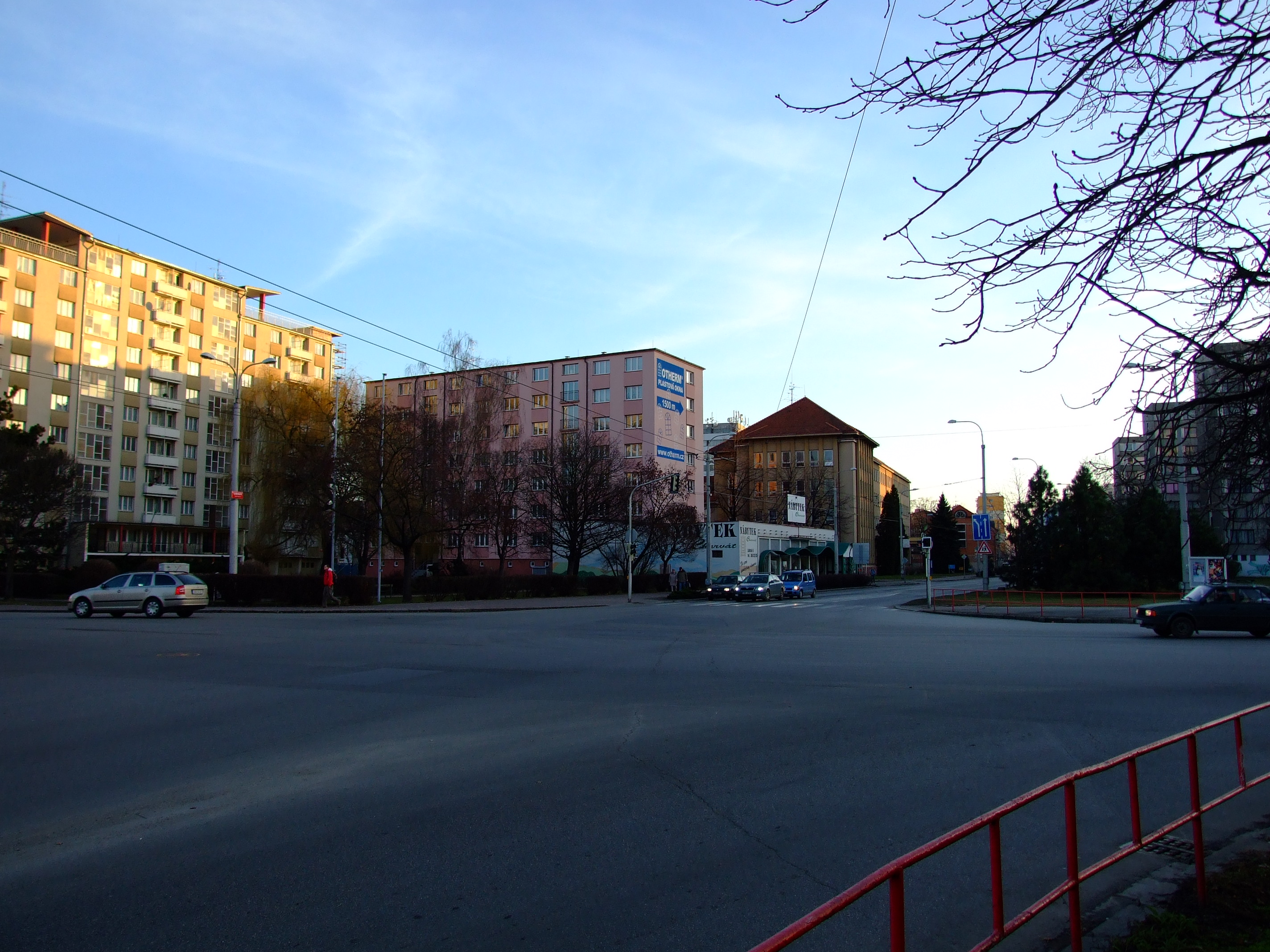
První panelový komplex Experiment, křižovatka ulic Lidická a Mánesova, vpravo výstavba v oblasti Modré hvězdy

V návaznosti na zvyšující se industrializaci měst v 50. letech 20. století a rostoucí počet obyvatel, vzrostla také poptávka po bydlení. V reakci na tuto skutečnost bylo po vzoru blokových panelových domů stavěných po celé Evropě rozhodnuto o zahájení experimentální výstavby panelových domů také v Československu.
Z toho důvodu byla stržena značná část historické zástavby Lineckého předměstí a na jejím místě zahájena výstavba sídliště v okolí Lidické ulice. Jako první byl v rámci experimentální výstavby panelových domů postaven v letech 1958-1962 vůbec první panelový komplex v jižních Čechách - dům Experiment. 

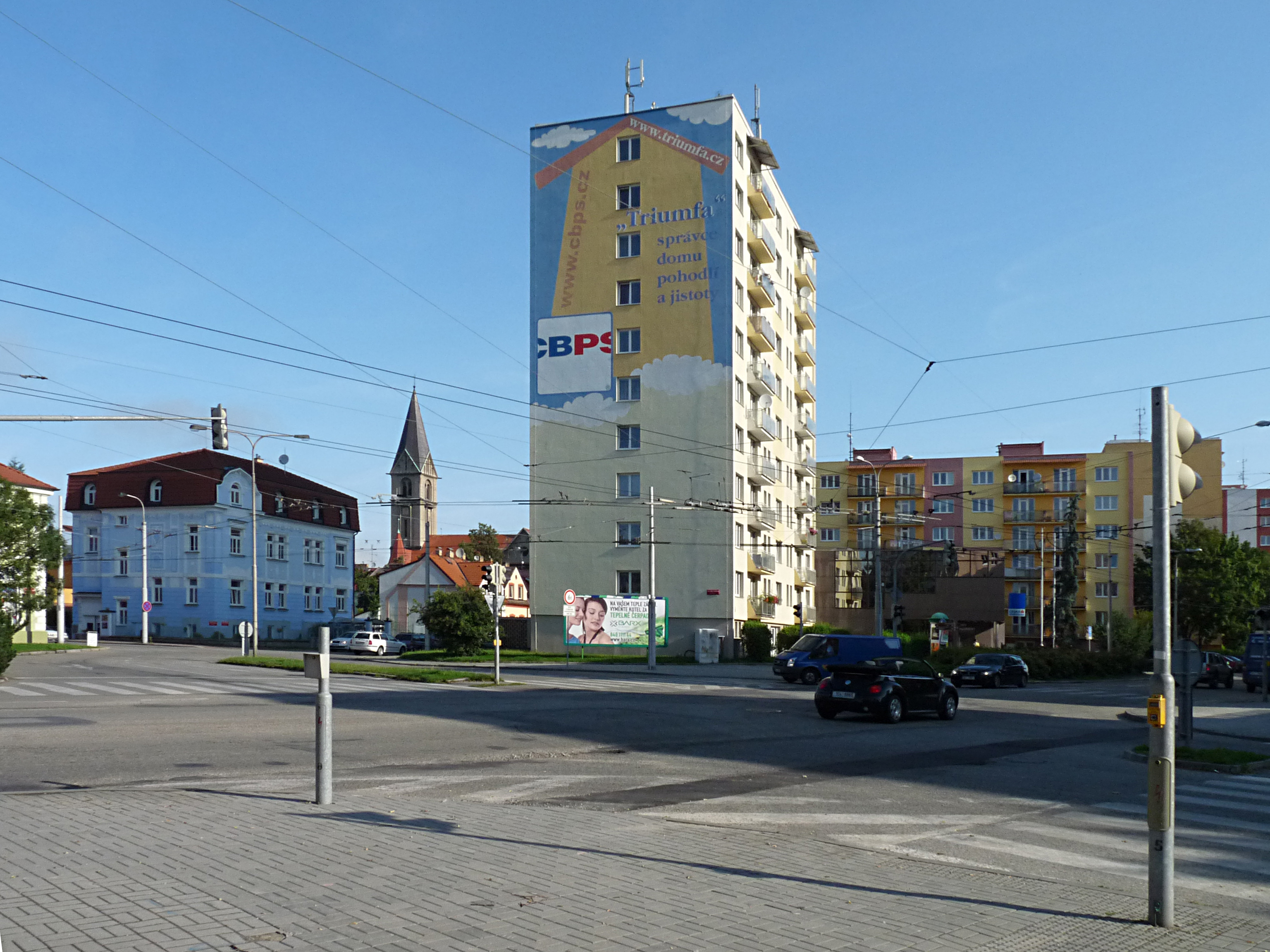
Náměstí Jiřího z Poděbrad, desetipatrový panelový dům a nízká budova, v níž byla kavárna Regina (dnes banka)

Výstavba sídliště pokračovala v 60. letech v okolí Náměstí Jiřího z Poděbrad. Na roku ulic Lidická a L. M. Pařízka byly vybudovány dva na sebe kolmé panelové domy s přízemní budovou s obchody dle návrhu architekta Bohumila Böhma. Na protější straně silnice byl postaven desetipodlažní panelový dům a přilehlá kavárna Regina, která byla však v 90. letech přestavěna na banku. V celé oblasti se převážně jednalo o panelové konstrukční soustavy T0B2 a T0B4.
Novější část sídliště v okolí pivovaru Samson byla vybudována na návrh architektů Jana Bendy a Otto Kubíka již za použití v Československu nejčastější konstrukční soustavy T06B. Jednalo se o první použití této soustavy v republice.
Poslední etapa výstavby byla realizována dle návrhu architekta Jana Benda na rohu ulic Mánesova a Lidická v oblasti bývalého zájezdního hostince U Modré hvězdy, který byl v roce 1968 stržen. V této oblasti byla již použila klasická konstrukční soustava T06B-JČ, později používána v celém Jihočeské kraji a např. Pelhřimově a Humpolci.
V roce 2004 bydlelo na sídlišti celkem 2 319 obyvatel v 1150 bytech. Sídliště je vyhledávanou lokalitou k bydlení díky své poloze blízko centru města a díky urbanistickému konceptu, který je velmi odlišný od sídlišť postavených později. 

## Umělecká výzdoba
Vzhledem k tomu, že v době výstavby sídliště byl ještě kladen důraz i na umělecký dojem prostředí, objevuje se na sídlišti mnoho uměleckých děl (na rozdíl od sídlišť stavěných později, např. v 80. letech). Mezi nejvýznamnější patří socha letící labutě před domem Experiment a socha ženy představující řeku Malši od sochaře Františka Mrázka. Dalšími uměleckými prvky byly keramická mozaika na stěnách samoobsluhy Expo s motivem houpačky od malíře Jana Cihly a sochaře Bohumila Dobiáše a mozaiková výzdoba kavárny Regina od Miloslava Cicvárka, avšak ani jedna se z důvodu přestaveb nedochovala.